# Liga Independente das Escolas de Samba de Uruguaiana
A Liga Independente das Escolas de Samba de Uruguaiana (LIESU) foi a associação que organizou o Carnaval de Uruguaiana, entre os anos de 1993 até 2009.

## História
A LIESU foi fundada em 2 de maio de 1991, e registrada em 2 de junho de 1992, tendo sido fundada pelas seguintes pessoas: José Newton Duarte Gomes, Osíris D´Augustin Figueiredo, Maria José da Silva, Hipólito Baratz Ribeiro, Daniel Fanti, Telmo Suslik Saltz, René Piccoli, Ubirajara da Fontoura, José Wilson Lesonier, Elza Broncar da Fontoura, Lourival Araújo Gonçalves, Sonia Chaves, Mauro Vasconcellos Saldanha, José Carlos Chaves e Gisele Pereira Lopes, e as pessoas Jurídicas, Escola de Samba Unidos da Cova da Onça – Nadir Barragan, Escola de Samba Unidos da Ilha do Marduque – Claudemar Câncio Rodrigues, Escola de Samba Império Serrano – José Severino Garcia,Escola de Samba Os Rouxinóis – José Antonio de Oliveira e Clarindo Martins Barbosa e Escola de Samba Deu Chucha na Zebra – José Cabral Martins. Foi declarada de Utilidade Pública de conformidade com a Lei 2019/89, através de proposição do Vereador Roberto Vargas em 22 de dezembro de 1999, através da Lei 2.955, no Governo de Neito João Antonio Bonotto.
Teve anteriormente como presidente Jair Rodrigues (ex-presidente da Rouxinóis), que devido a uma briga com o poder público, deixou perder a credibilidade da liga, sendo o carnaval organizado pela Prefeitura. Atualmente tem como presidente Erny Wallenraupt.